# Forêt de Mormal
Avec ses 9 163 ha, la forêt de Mormal est le plus grand massif forestier du département du Nord. C'est le seul abritant une population de cerfs[réf. souhaitée](ayant pour origine, comme les sangliers et chevreuils, une réintroduction, car les grands mammifères y avaient totalement disparu, à la suite d'une chasse intensive après la Révolution française).
C'est une forêt publique et « domaniale » et donc gérée par l’Office national des forêts (ONF) sous le contrôle du ministère de l'Agriculture. Elle est principalement constituée de futaies de chênes pédonculés (80-90 ans), hêtres, charmes, frênes.
Les arbres y sont tous relativement jeunes, car la forêt a été presque entièrement coupée lors de la Première Guerre mondiale et à nouveau surexploitée lors de la Seconde Guerre mondiale.
Ce massif est pour le Nord de la France un élément essentiel du réseau Natura 2000, du réseau écologique paneuropéen et de la Trame verte régionale.

## Localisation
Situé à 10 km au sud-ouest de Maubeuge, et au nord et à l’ouest de la vallée de la Sambre, ce massif est inclus dans l'arrondissement d'Avesnes-sur-Helpe, dans le canton du Quesnoy-Ouest, sur la commune de Locquignol, faisant de ce village la commune ayant la plus grande superficie du département du Nord.

## Climat
- Climat océanique, mais durci (plus sec, plus chaud en été et plus froid en hiver) par une influence pré-continentale.
- température moyenne annuelle :  9,0 °C (5,0 °C au minimum à 13,1 °C comme température moyenne maximale)
- pluviométrie :  860 mm d'eau par an, avec variations interannuelles significatives.

## Caractéristiques biogéographiques
Les cartes anciennes, dont la carte de Cassini montrent que cette forêt était encore presque d'un seul tenant à l'époque de la Révolution française. Elle est aujourd'hui « divisée » en 101 morceaux et parcelles par des routes et infrastructures de débardage, offrant un bon exemple de fragmentation éco-paysagère.
À cause du recul du bocage et de l'intensification de l'agriculture, plus que de l'urbanisation, elle connaît aussi un phénomène d'insularisation écologique.
Son flanc ouest (lisière) parfaitement rectiligne correspond à une ancienne voie romaine (aussi dite chaussée Brunehaut).
Sa situation biogéographique et la qualité de son sol en fait une zone au potentiel écologique  particulièrement riche et très productive, mais elle a été victime de séquelles de guerre et surexploitée à plusieurs reprises (notamment lors des deux guerres mondiales).

## Hydrologie
L'Ecaillon, la Rhonelle et l'Aunelle coulent dans le massif forestier de Mormal. À la suite du constat de la raréfaction de la truite Fario, dès 2007, grâce à des opérations de décolmatage par enlèvement des sédiments dans les frayères et de la gestion des embâcle (accumulation de débris de branchage), le nombre de frayères est passé de 40 à 70 de 2005 à 2008 dans l'Écaillon.

## Écologie
Ce massif boisé est considéré comme un élément important du réseau écologique régional et paneuropéen, car élément relictuel de la vaste forêt charbonnière décrite par les chroniqueurs du Haut Moyen Âge, elle-même relique de la forêt préhistorique qui s'est reconstituée après la fin de la dernière glaciation il y a environ 10 000 ans.
La biodiversité est cependant anormalement basse dans ce massif. Ceci s'explique par les séquelles des guerres, et notamment par le fait que le gros bois-mort y est quasi absent.
La Forêt de Mormal est en partie reprise au sein de la Zone Spéciale de Conservation Natura 2000 FR3100509 « Forêts de Mormal et de Bois l’Evêque, Bois de la Lanière et plaine alluviale de la Sambre » (principalement le chevelu de ruisseaux forestiers).
Le massif abrite plusieurs espèces d'intérêt communautaire : Cigogne noire (1 à 2 couples nicheurs), Pic noir, Pic mar, Bondrée apivore, Engoulevent d'Europe, Murin de Bechstein, Grand Murin, Chabot... D'autres espèces animales patrimoniales peuvent y être observées telles le Chat forestier, la Martre des pins, le Muscardin, le Grand Corbeau, le Pouillot siffleur, le Grand mars changeant, le Nacré de la Sanguisorbe...
Trois espèces d'ongulés sont présentes à Mormal : le Chevreuil, le Sanglier et le Cerf élaphe (unique population du Nord-Pas-de-Calais).

Selon le réseau d’étude national RENECOFOR, c’est la forêt qui en France reçoit le plus de retombées atmosphérique de fer (on peut penser que ce fer est un bon traceur pour d’autres polluants venus de la proche vallée de la Sambre ou du Valenciennois industriel).
La forêt abrite un arboretum et un point de mesure et suivi du réseau national RENECOFOR.

## Santé de la forêt
Localement la forêt souffre de la surfréquentation et peut-être de la pullulation des sangliers et chevreuils qui ont largement profité après leur réintroduction (quelques dizaines de couples, après guerre) de l'agrainage et de plans de chasse favorisant les femelles et leur reproduction.
Selon l'ONF, les chevreuils du massif de Mormal ont en 2006 été décimés par un fort parasitisme, probablement dû à leur surpopulation. Alors que jusqu'à 840 animaux ont pu être offerts aux chasseurs dans une saison de chasse, lors de la saison 2007-2008, le nombre de bracelets  a dû être limité à 450. Un bracelet correspond à une autorisation de tuer un animal.

## Histoire
Le massif, comme les autres boisements de la région, semble avoir été intensément exploité depuis le haut Moyen Âge et a subi les impacts de nombreuses guerres et invasions qui se sont succédé dans cette région depuis 2 000 ans à partir de la conquête des Gaules par César. Des pièces de monnaie romaines ont été trouvées, à une date non mentionnée mais antérieure à 1806, sous la racine d'un chêne.
La biodiversité du massif s'est encore considérablement affaiblie depuis les années 1900.
Quelques incendies, de faible importance, ont été déclenchés par des escarbilles de charbon à l'époque des trains à vapeur, le long de la voie ferrée qui traverse la forêt, mais ce sont surtout les deux guerres mondiales qui sont en cause, à la fois pour les séquelles laissées par les combats et les constructions militaires, mais aussi parce qu’à chaque fois l’occupant allemand a surexploité le bois, suivi localement des Français eux-mêmes pour les urgents besoins de la reconstruction.
- Au XVe siècle, la forêt était probablement en grande partie pâturée, et pour en sortir le bois 110 km de chemins dits chevauchoires étaient accessibles aux chevaux, avant que la circulation ne soit limitée par le roi et que la forêt repousse sur nombre des chevauchoires abandonnées[4] ; on peut supposer que les chevauchoires étaient en grande partie enherbées et qu'elles n'avaient pas ou peu d'effet de fragmentation écologique ;
- Au XVIIe siècle, les archiducs Albert et Isabelle tolèrent une certaine circulation dans le massif, mais uniquement sur certaines chevauchoires (dont sur les sections des 2 chaussées longeant la forêt sur une partie de son périmètre, avec des amendes pour ceux qui s’écarteraient du chemin[4];
- Les premiers vrais chemins publics ne sont créés qu’en 1839, contre la volonté de l'armée française qui souhaitait conserver une forêt infranchissable pour gêner une éventuelle invasion venue du nord[5]...« avant 1839 il n’existait pas de chemins de cette nature à Mormal, car ceux qu’on y trouvait faisaient partie du sol forestier ; pendant longtemps même, ces chemins servirent exclusivement à l'exploitation des coupes ou à la desserte du domaine de Locquignol, et il était interdit aux habitants du dehors de les fréquenter avec chevaux et voitures pour communiquer entre eux »
- De 1914 à 1919, les deux tiers de la forêt ont été détruits lors de la Première Guerre mondiale.
- De 1920 à 1930, dans le cadre des dommages de guerre, la forêt a été reconstituée, essentiellement par nettoyage et plantation de chênes pédonculés, mais il ne s’agit pas vraiment d’une forêt de guerre telles que celles plantées sur d’anciens champs ou villages de la zone rouge (ex : forêts de Verdun ou de Vimy). Le 25 juin 1925, l'avion postal Paris-Amsterdam s'écrase dans la forêt, accident laissant quatre morts, le pilote et trois passagers[6].

- Entre les deux guerres mondiales, on construit dans la forêt de Mormal treize casemates destinées à être intégrées dans le dispositif défensif de la France contre une éventuelle invasion allemande : voir secteur fortifié de l'Escaut lui-même intégré à la ligne Maginot.

- En mai 1940 : lors de la Seconde Guerre mondiale, les armées allemandes réutilisent la forêt de Mormal pour son bois, mais surtout comme zone de défense du secteur de la Sambre.

Le 2 juillet 1920 la Ligue pour la protection des oiseaux y crée son premier « refuge d'oiseaux », le sanctuaire-refuge de la Cabine, mis en place par M. Adrien Legros, secrétaire adjoint de la Ligue chargé des refuges et réserves. La convention a été signée entre M. Legros, représentant de la Ligue et M. Rabouille, représentant de l'Administration des Eaux et Forêts.
Le parc naturel régional de l'Avesnois créé en 1998 peut contribuer à la protection et à une gestion plus durable de la forêt. Il accompagne un « contrat de forêt » soutenu par le conseil général du Nord et l'ONF, avec le conseil régional et de nombreuses collectivités locales, avec pour objectif une gestion répondant aux besoins de production de bois, de la chasse et aux demandes des citoyens.
Dans ce cadre, un site d'accueil, des sentiers, une gestion différenciée des bords de routes forestières et la rénovation de l'arboretum de l'étang David sont prévus.

## Gestion
En 1997, un groupe de travail présidé par la communauté de communes du Pays de Mormal et Maroilles et animé avec le PNR avait étudié plusieurs propositions concernant l'aménagement et les objectifs de gestion, dont :
- la mise en place d’un centre consacré à la formation à la gestion écologique et différenciée de l’espace.
- la possibilité, comme cela se fait de plus en plus dans d’autres régions et pays, de réintroduire de grands herbivores (la direction Environnement du conseil régional avait évoqué le bison d’Europe et une gestion certifiée FSC et le bureau d'étude (« Osmose »), chargé de l'animation avait en complément proposé l’élan, ces deux animaux pouvant contribuer à la gestion conservatoire des zones humides et de lisières ou de clairières et intéresser le public du parc naturel régional.
- la prise en compte préalable et systématique des notions de trame verte et de continuum biologique fonctionnels.
- la gestion différenciée des bords de routes.

Une politique de gestion différenciée des bermes routières visant à retrouver une diversité plus élevée est en cours (dans les années 1960, les lisières étaient au printemps entièrement bleues tant elles étaient couvertes de myosotis a rappelé à cette occasion le Pr Géhu du Centre régional de phytosociologie).
Un écoduc (batrachoduc précisément) a été posé dans les années 1990 dans ce massif.

## Gestion cynégétique
Pour le grand gibier, sept lots de chasse sont périodiquement loués aux enchères à des chasseurs (environ 100 €/hectare/an, selon l'ONF en 2006/2007).
- La chasse se pratique deux jours sur sept (d’octobre à février)
- La chasse n'est interdite le week-end que dans la zone accueillant le plus de public (dont « arboretum de l’étang David » et « pâture d’Haisnes ») .

Pour maintenir un équilibre sylvo-cynégétique déterminé par l'ONF, un plan de tir est établi que les chasseurs doivent respecter :
- 30 % de la population de chevreuils
- 40 % des cerfs (c'est-à-dire 67 cerfs, biches et faons tirés par an, dont 18 coiffés de moins de 12 cors au moins et jusque 3 grands cerfs)
- 50 % des sangliers

La population de vieux cerfs était  devenue suffisante pour que le brame automnal ait pu réapparaître depuis 2007 en forêt de Mormal. Mais avec l'augmentation du plan de chasse depuis 2011, le brame a diminué d'intensité jusqu'en 2013. Depuis la saison de chasse 2013-2014, les plans de chasse sont en faveur d'un vieillissement de la population des cerfs mâles.
La forêt de Mormal est la seule forêt du Nord Pas-de-Calais abritant des cerfs.
En décembre 2023, la mort du plus vieux cervidé de la forêt de Mormal, Eole, tué le mercredi 13 décembre lors d’une partie de chasse crée la polémique et la colère du collectif Mormal qui signale que "la consigne avait été donnée de ne pas l’abattre".

## Galerie photos

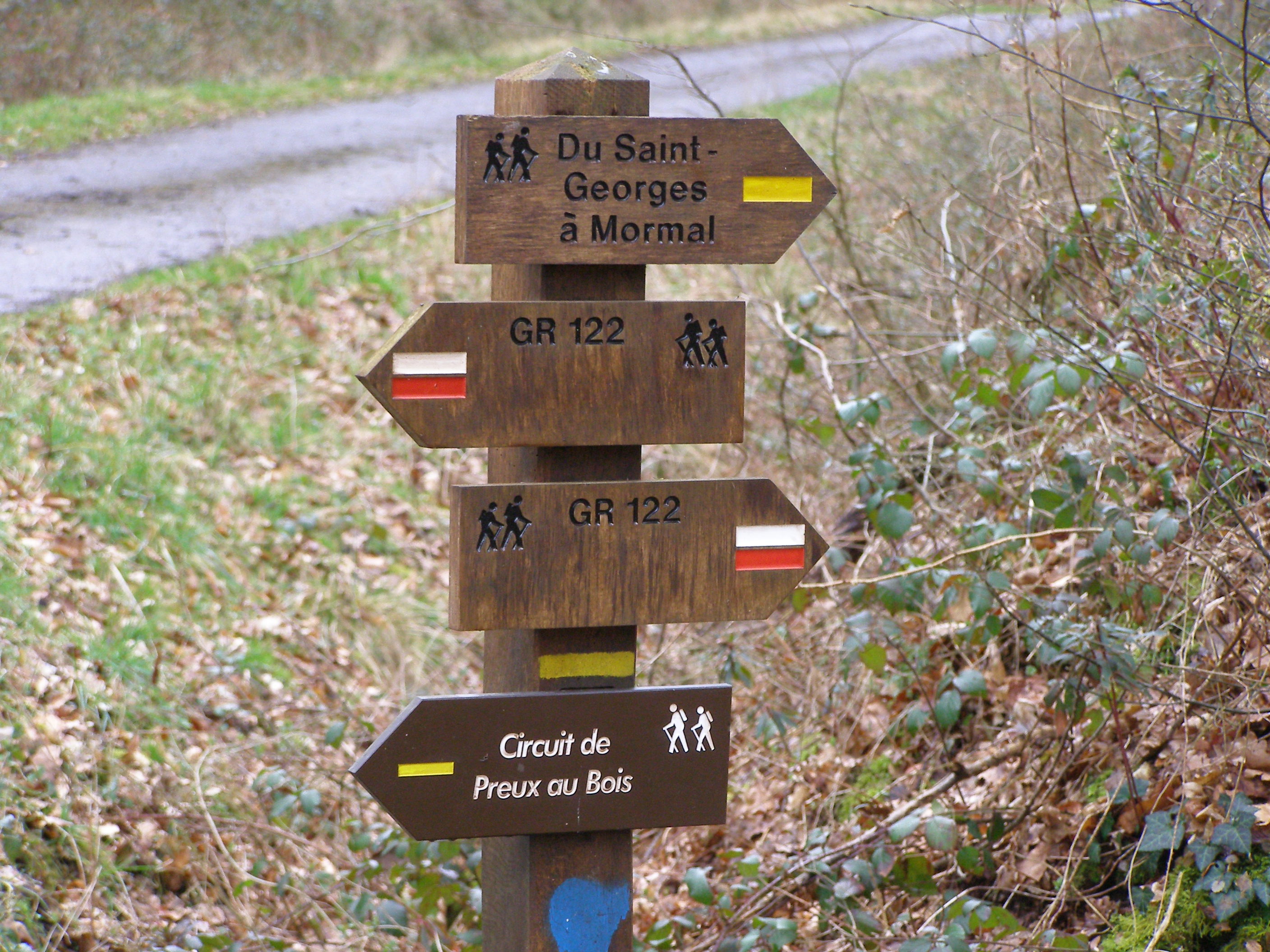
GR 122 en forêt de Mormal.
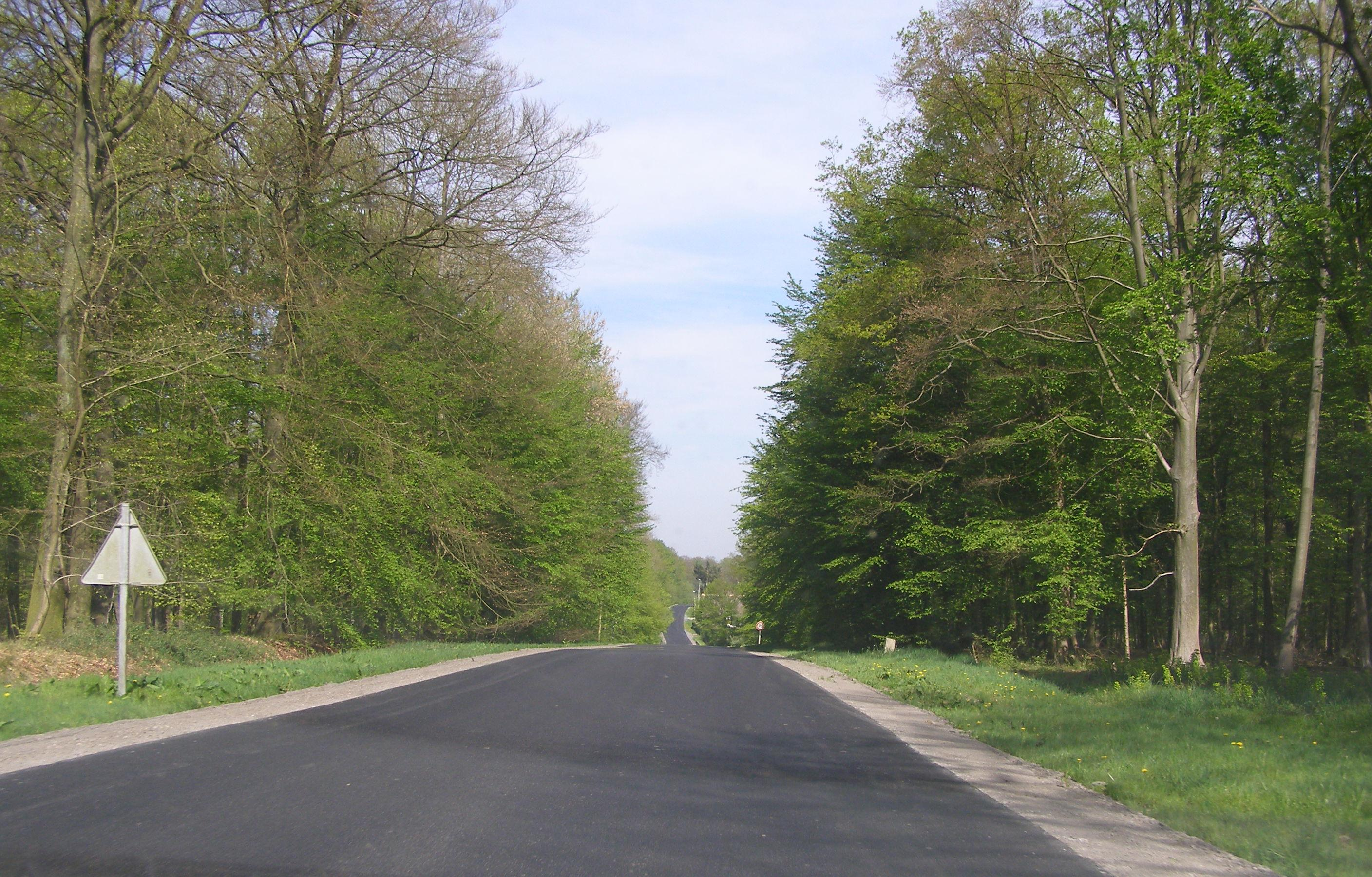
La route de Hachette vers Locquignol.
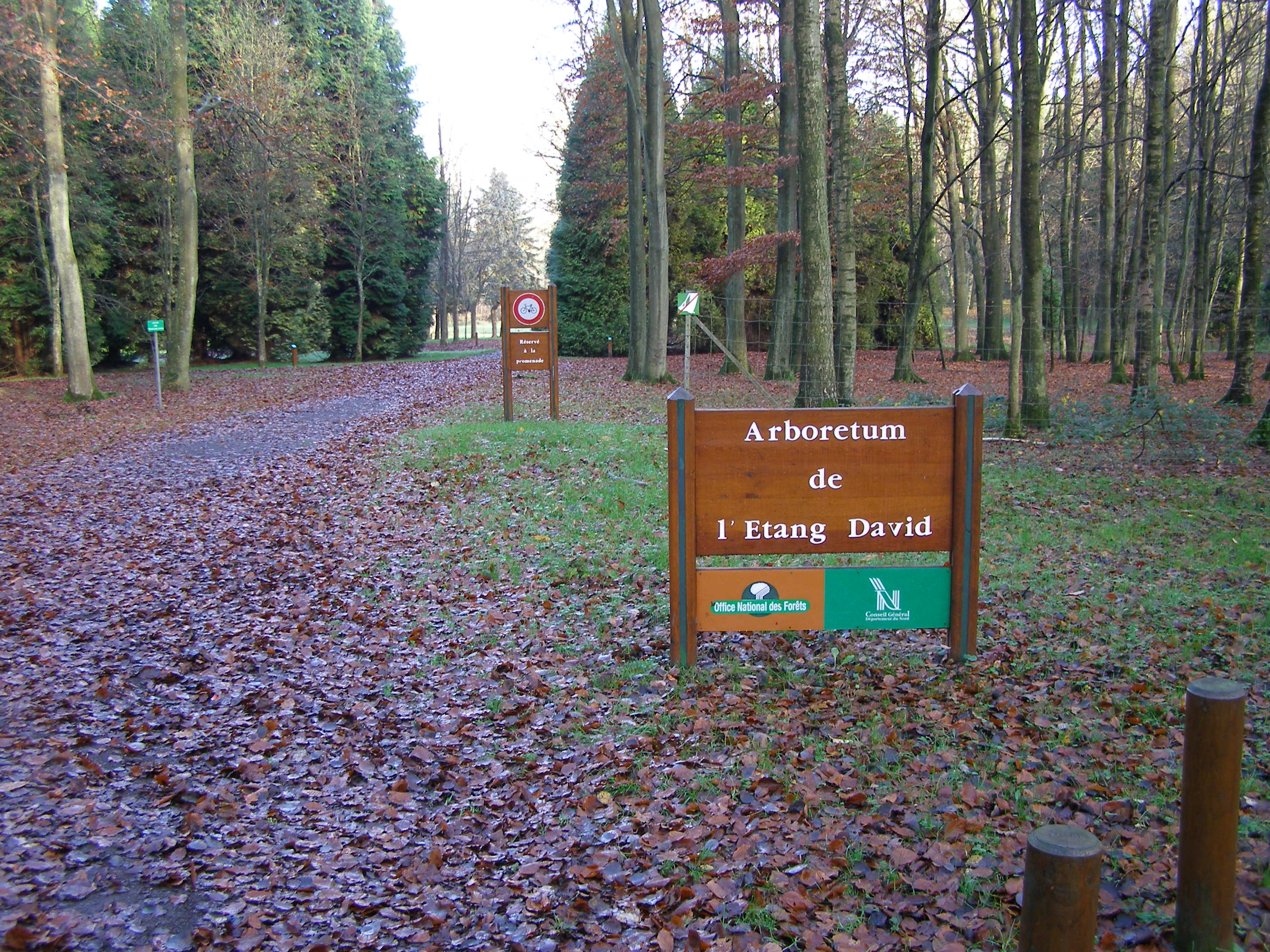
L'entrée de l'arborétum de l'étang David.
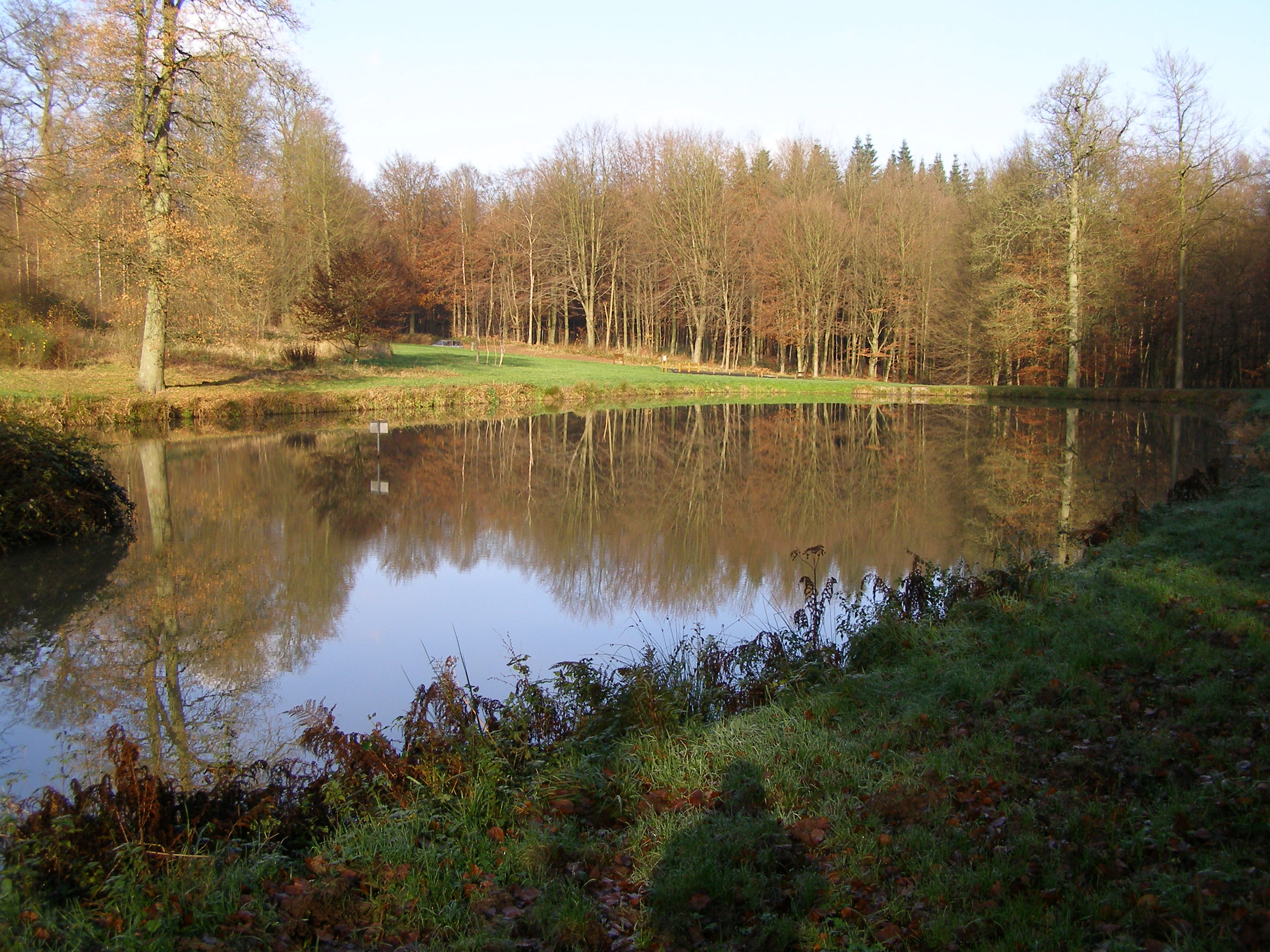
L'étang David en automne.
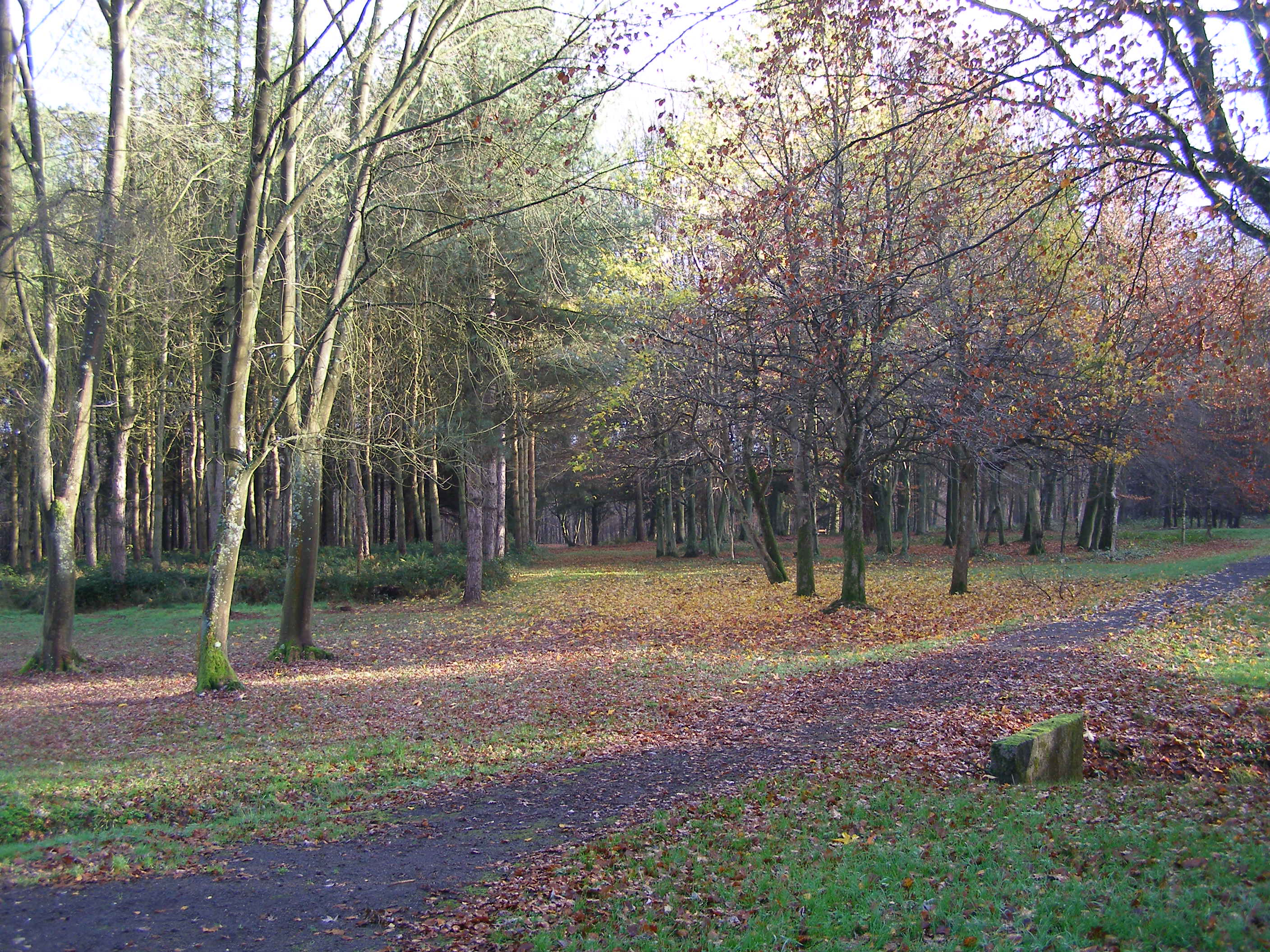
L'arborétum de l'étang David en automne.
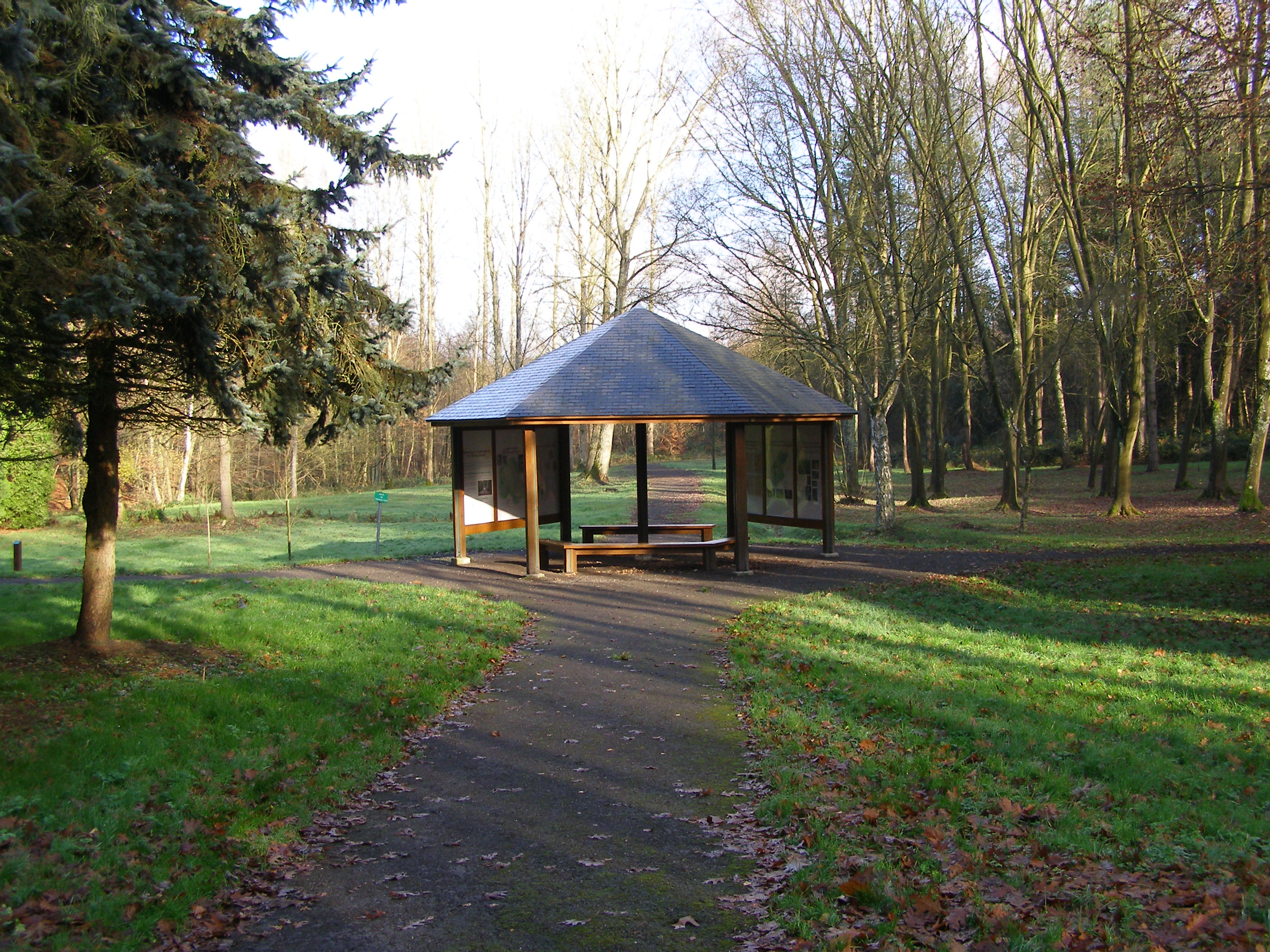
La cabane d'information de l'arborétum.
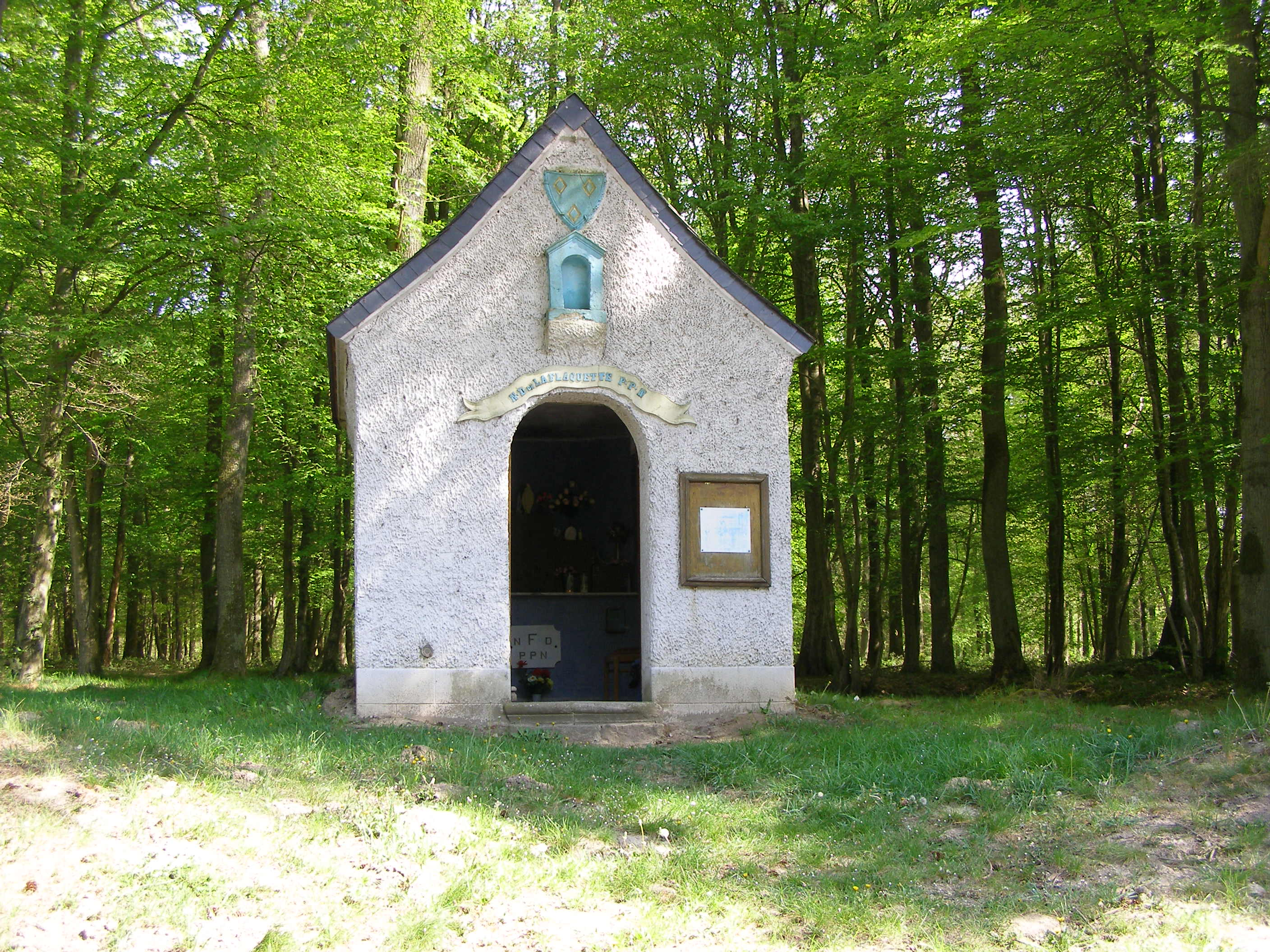
Notre Dame de la Flaquette près de Locquignol.
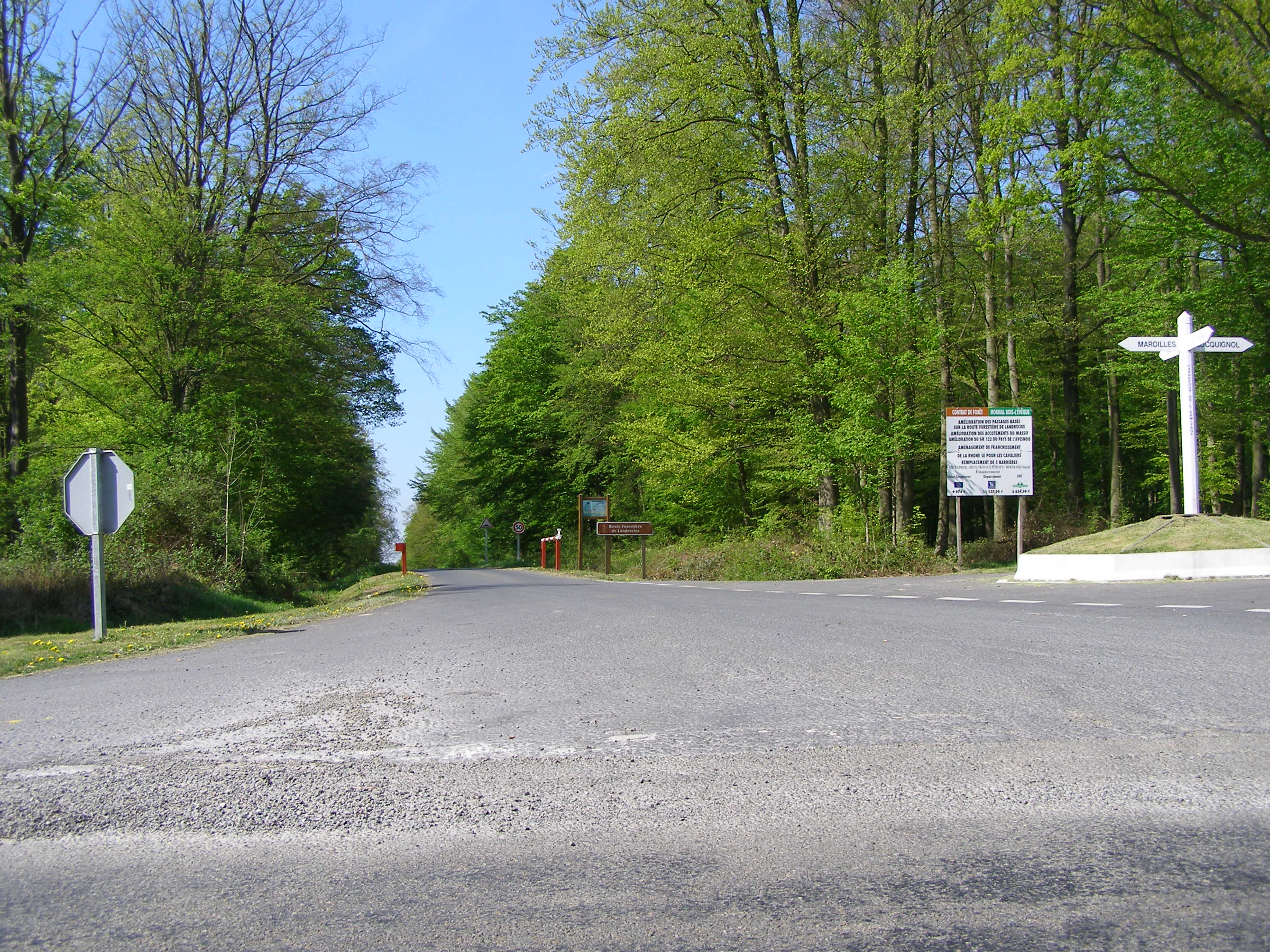
Un carrefour en forêt de Mormal : D 233 et route forestière de Landrecies.